# Georg Michaelis
Georg Michaelis (Haynau, hoy Chojnów, Silesia, 8 de septiembre de 1857 - Bad Saarow, Brandemburgo, 24 de julio de 1936), fue un jurista y político alemán. Desempeñó el cargo de Canciller de Alemania del 14 de julio de 1917 al 31 de octubre de ese mismo año.

## Biografía
Michaelis nació en la localidad de Haynau (hoy Chojnów, Polonia), en Silesia prusiana, en una familia de la burguesía adinerada de Prusia.[cita requerida] Creció con seis hermanos en Fráncfort del Óder y luego estudió Jurisprudencia en las universidades de Breslau, Leipzig, y Wurzburgo, entre 1876 y 1884, graduándose como doctor en jurisprudencia. De 1885 a 1889 se desempeñó como profesor de leyes en Japón, dentro de la Sociedad de Estudios Alemanes (Verein für deutsche Wissenschaften) creada en dicho país. Volvió a Alemania en 1889 y entró en la administración pública del Reino de Prusia, alcanzando en 1909 el cargo de subsecretario del Tesoro de Prusia.
Al estallar la Primera Guerra Mundial, Michaelis trabajó como jefe de una organización encargada de comprar, almacenar, moler y vender cereales. En 1915 esta organización se fusionó a la Reichsgetreidestelle (Departamento de Cereales del Reich). El 4 de marzo de 1915 se convirtió en jefe de la Reichsgetreidestelle. Era la persona encargada de la organización del abastecimiento estatal de comestibles en Alemania durante la Primera Guerra Mundial. La Reichsgetreidestelle era encargada de administrar los suministros de trigo y maíz del Imperio Alemán para asegurar la alimentación de las tropas y de la población civil. Cuando en julio de 1917 el Reichstag y los jefes militares forzaron la destitución de Theobald von Bethmann Hollweg como canciller del Imperio, Michaelis se desempeñaba como ministro-presidente de Prusia. 
Ante la urgencia de los generales jefes del Reichsheer de conseguir un canciller que evitara el desorden en la retaguardia civil, el káiser Guillermo II apoyó la elección de Michaelis como nuevo canciller del Imperio, percibiendo que el Reichstag estaba dominado por políticos de centroizquierda que resentían la influencia de los jefes militares (como los generales Hindenburg y Ludendorff) en las decisiones políticas. 
Si bien los diputados de centroizquierda del Reichstag aceptaron elegir a Michaelis, pronto notaron que éste rehusaba plegarse a sus opiniones. Más funcionario que estadista, Michaelis actuó como canciller tratando de evitar el descontento entre la población civil, sin poder restablecer el poder de los políticos ante la influencia creciente de los jefes militares que contaban además con apoyo de los conservadores y del mismo káiser.
En pugnas constantes con el Reichstag, y aceptando la preeminencia de los líderes militares sobre los políticos civiles, Michaelis fue destituido por los parlamentarios el 31 de octubre de 1917, siendo sustituido por el aristócrata centrista Georg von Hertling. 
Al terminar la guerra en 1918, Michaelis escribió sus memorias tituladas Für Staat und Volk. Eine Lebensgeschichte y se unió a diversos grupos políticos de carácter monárquico y conservador, aunque respetando la Constitución de Weimar. Alejando de la política, murió en 1936.